# François Ombanzi
François Ombanzi (ur. 1 kwietnia 1947 w Léopoldville) – kolarz szosowy z Demokratycznej Republiki Konga, uczestnik letnich igrzysk olimpijskich.
Ombanzi wraz z czterema innych kolarzami szosowymi jako pierwszy w historii reprezentował Demokratyczną Republikę Konga na letnich igrzyskach olimpijskich podczas igrzysk 1968 w Meksyku. Wystartował w jeździe drużynowej na czas razem z Jeanem Barnabe, Constantinem Kabembą i Samuelem Kibambą. Kongijczycy zajęli wówczas ostatnie miejsce spośród 30. reprezentacji.